# Holden SST
Der Holden SST ist ein Konzeptfahrzeug, das Holden 2004 vorstellte. Der SST ist ein Ute und wird von einem 5,7-l-V8-Motor mit 225 kW Leistung angetrieben. Vorne hat der Wagen 18″-Räder und hinten solche mit 19″ Durchmesser. Front und Heck weichen vom zeitgenössischen VY One Tonner ab. Die Hecktüre besitzt eingeprägtes Holden-Emblem und die Rücklichter sind rund und paarweise angeordnet.